# کاپا قیفاووس
کاپا قیفاووس یک ستاره است که در صورت فلکی قیفاووس قرار دارد.